# Булич, Радосав
Радосав Булич (серб. Радосав Булић; род. 2 января 1977, Плевля, СР Черногория, Югославия) — югославский и черногорский футболист, полузащитник.

## Карьера
Начал карьеру в «Рударе». Потом перешёл в «Сартид» из Смедерово, где играл в 1998—2001 годах. Во время игры за этот клуб Буличем заинтересовалась «Црвена Звезда». Но он не смог пробиться в основной состав, и через год был отдан в аренду в «Раднички (футбольный клуб, Оберновац)» из города Оберновац. В 2004 году перешёл в казанский «Рубин». За сезон сыграл всего в одном матче, выйдя на замену на 10 минут. В 2005 году был отдан в аренду в «Спартак» из Челябинска, где провёл один сезон. В 2006 году вернулся в «Црвену Звезду», но снова не смог пробиться в основу, не сыграл ни одного матча. В 2007 году перешёл в «Вождовац», за который сыграл 16 матчей. В 2008 году вернулся в «Рудар», сыграл один сезон, после чего перешёл в «Беране». В 2011 году перешёл в клуб Второй черногорской лиги «Ибар» из Рожае, где завершил карьеру футболиста.

## После карьеры
После завершения карьеры стал футбольным агентом. В марте 2012 года был агентом игрока Янко Симовича, когда тот перешёл в киевское «Динамо».

## Имя
Его настоящее имя Радосав, но нечерногорские источники часто допускают орфографические ошибки и пишут его имя как Радослав.